# Ахчка Берд (Иджеван)
Ахчка Берд (арм. Աղջկա բերդ или арм. Աղջկաբերդ, Ахчкаберд; также известная как арм. Կըզ-Կալա, Кез-Кала) — руины средневековой крепости, располагающиеся на вершине лесистой горы в 16 км к юго-западу от города Иджеван Тавушской области Армении. 

## Описание
Крепость представляла собой большое военное сооружение, окруженное со всех сторон высокими скалами. В то же время, она защищена возведёнными пирамидальными стенами. 
Все постройки замка, а также стены построены из голубоватого базальта на прочном известковом растворе. В крепости сохранились остатки различных построек, наиболее заметной из которых является полуразрушенная церковь X-XI веков. Сохранилось также одно длинное здание казарменного значения, другие помещения хозяйственного значения, жилые дома.

## Галерея

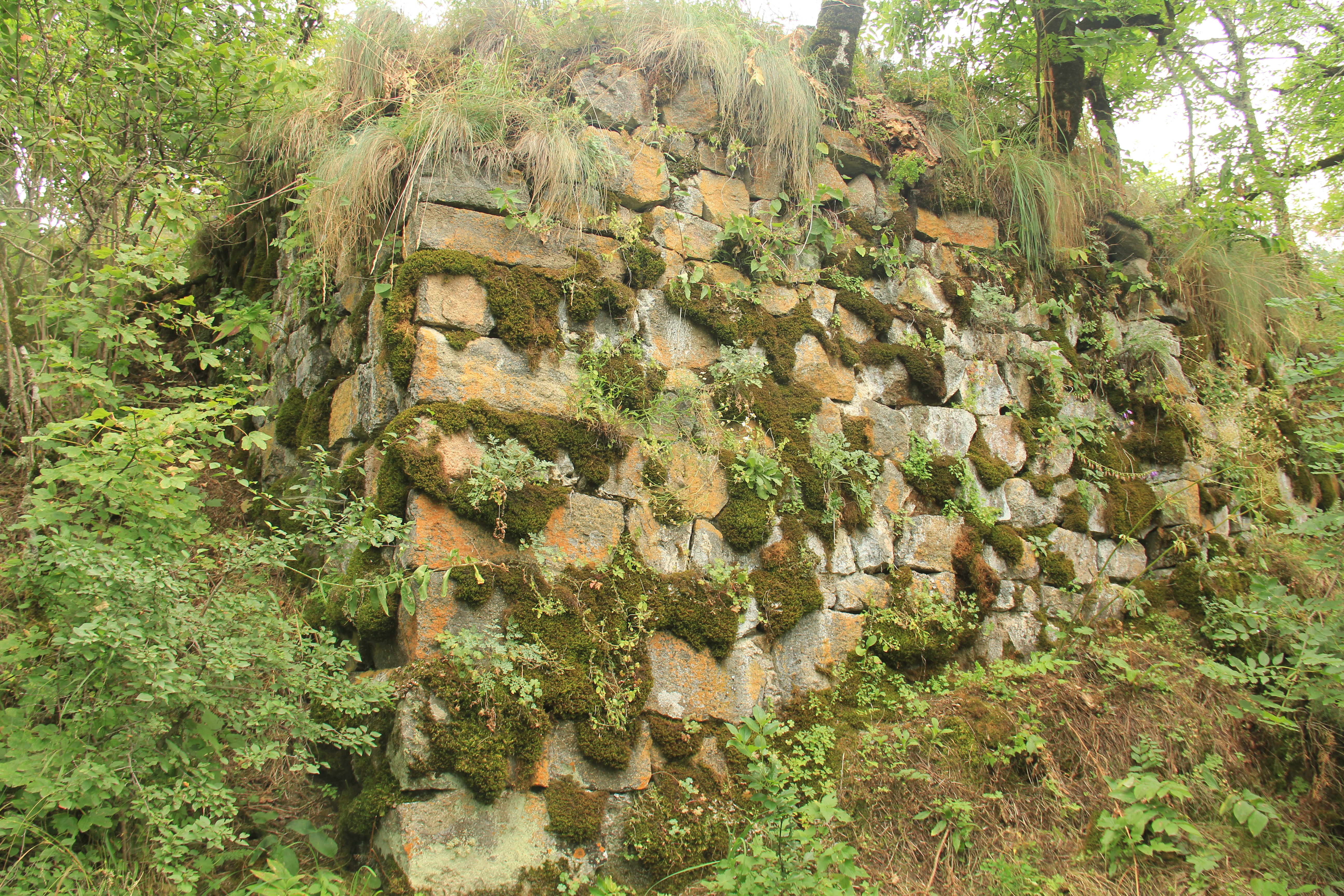
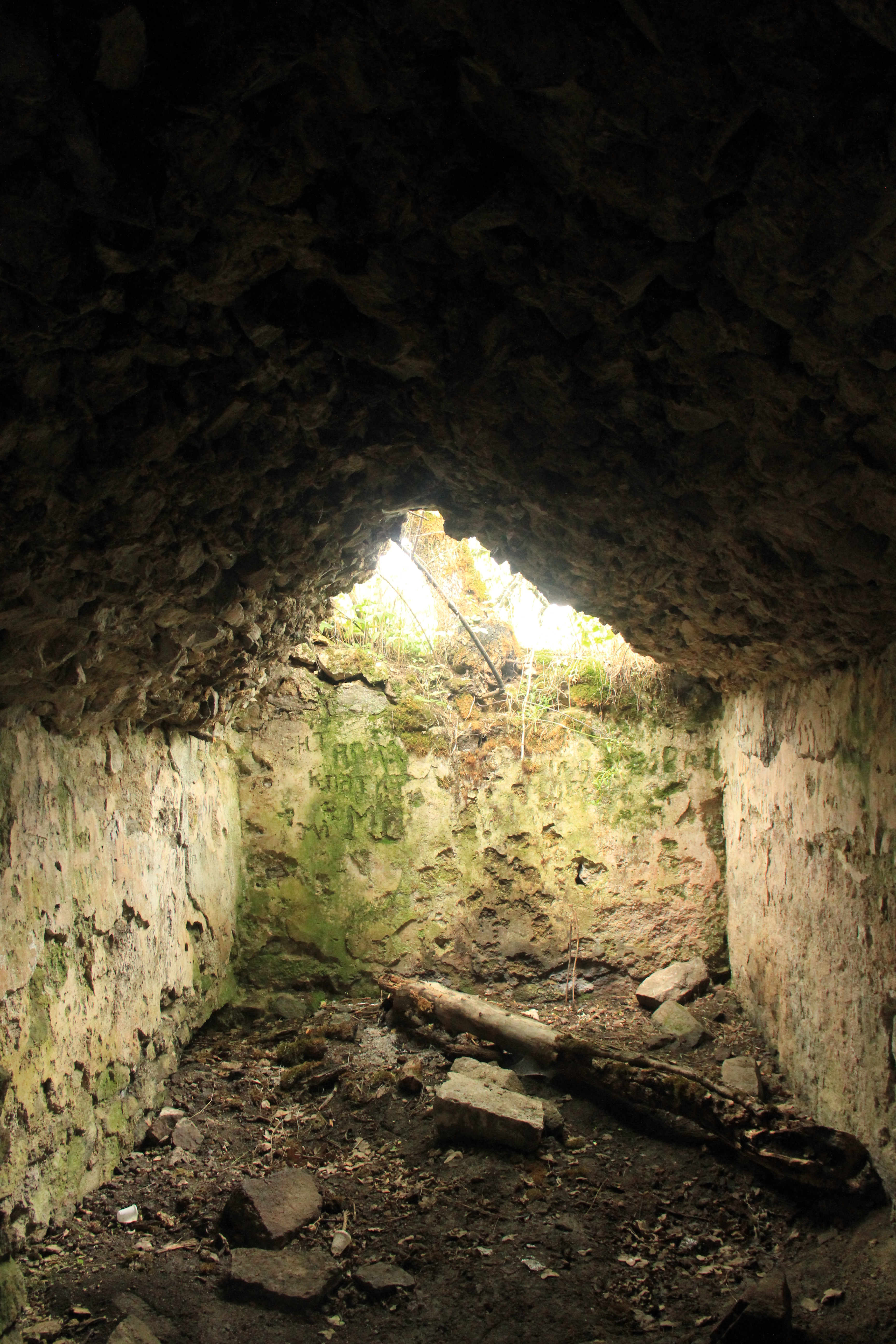
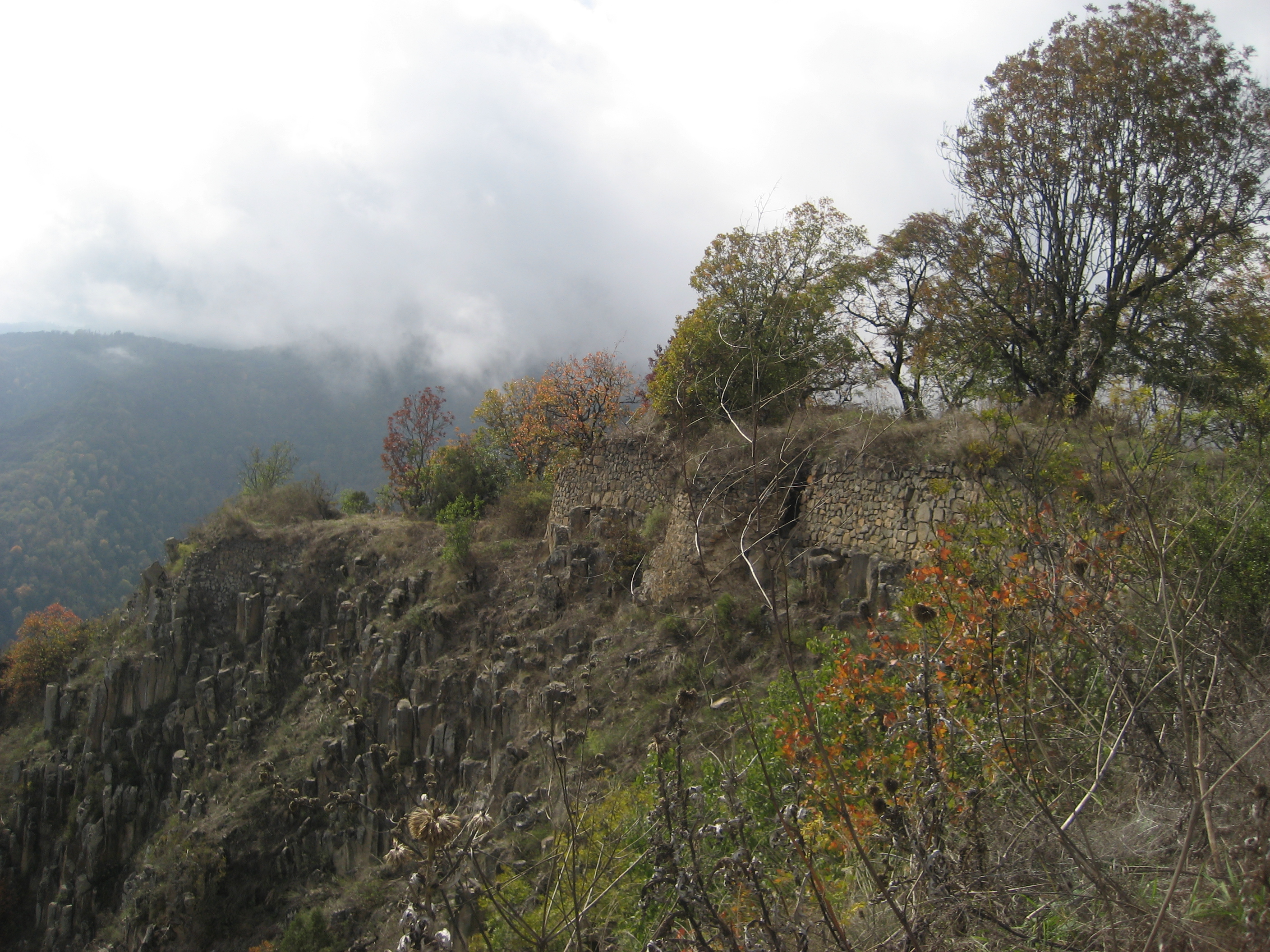
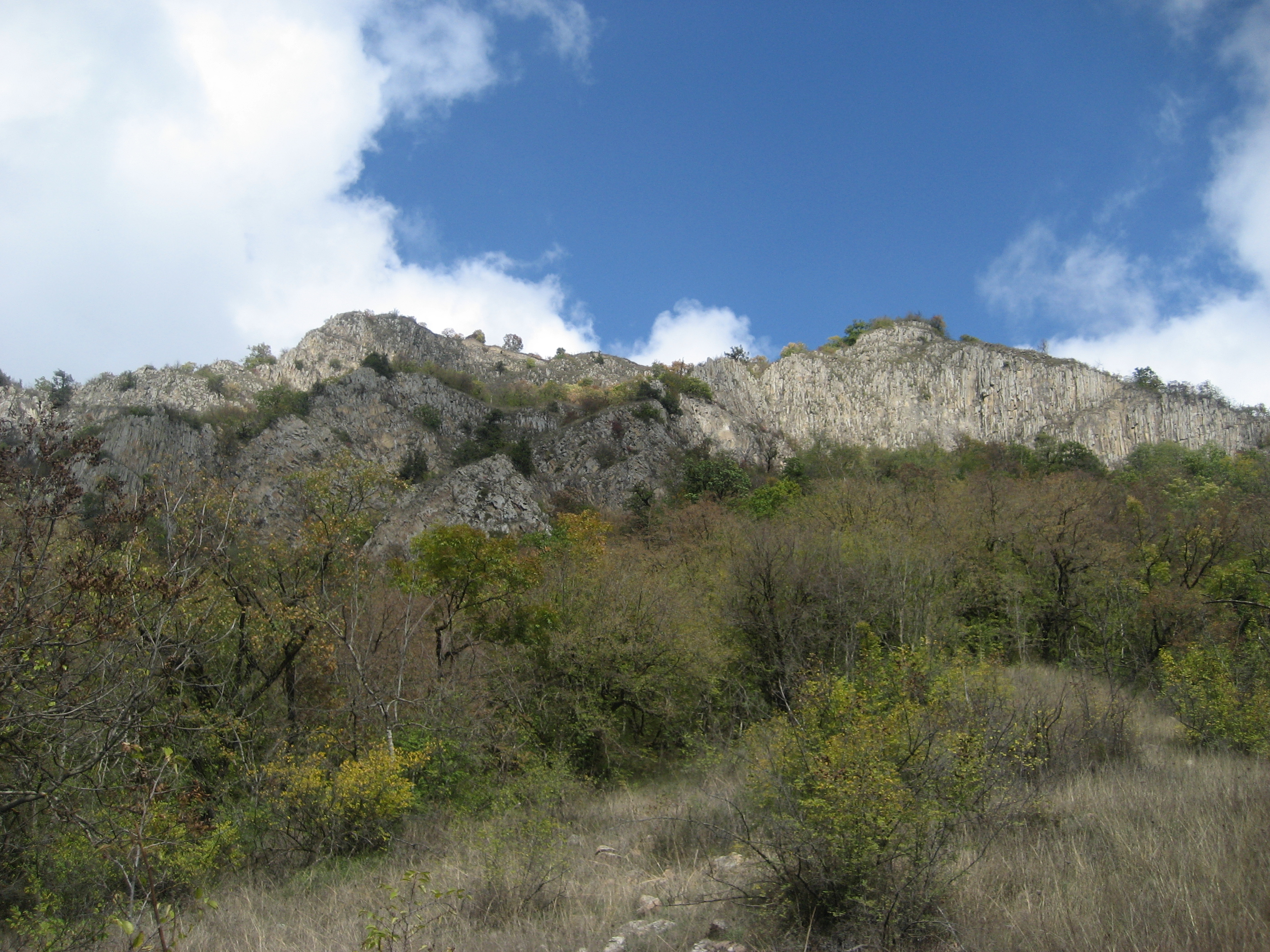
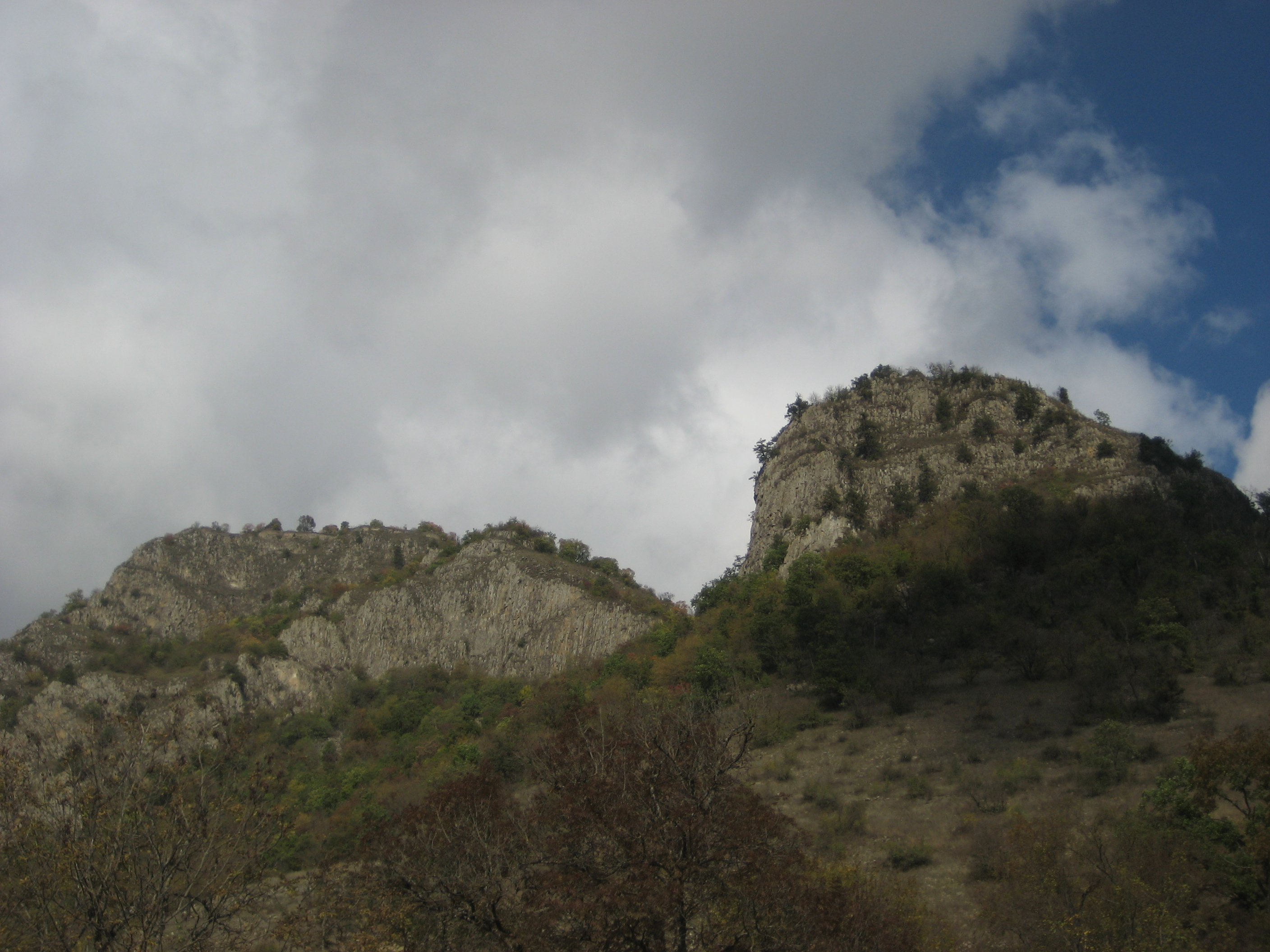